# Tour de l'horloge de Sapporo
Pour les articles homonymes, voir Tour de l'Horloge.
La tour de l’horloge de Sapporo (札幌時計台, Sapporo tokeidai) est une structure en bois construite en 1878 par William Wheeler et située Nord 1 - Ouest 2 (Kita 1 Nishi 2), Chūō-ku à Sapporo. À l’origine, il s’agissait de la salle d’entraînement militaire du collège d'agriculture de Sapporo.
L’édifice, de style architectural américain, est l’un des rares bâtiments survivants de style occidental à Sapporo, ville qui s’est développée dans les années 1870 grâce à l’aide américaine. La tour est devenue un des symboles les plus représentatifs de la ville et constitue une attraction touristique, ainsi qu’un héritage marquant de l’aide américaine à Hokkaidō durant l’ère Meiji,.

## Histoire

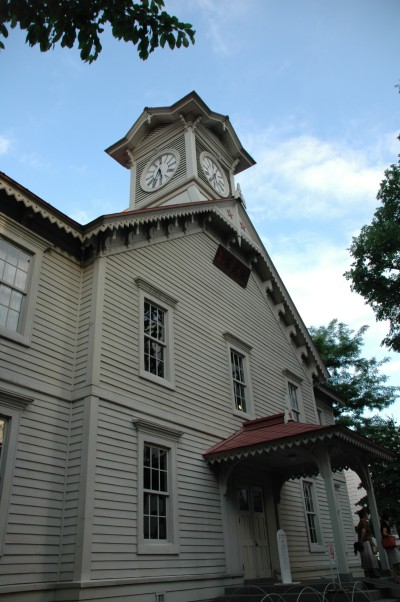
La tour de l’horloge de Sapporo.

William Wheeler est l’architecte de la salle d’entraînement militaire de l’ancien collège d'agriculture de Sapporo (de nos jours l’université de Hokkaidō) en 1878, sur demande de la commission de colonisation du Japon. Il achève les plans en janvier et la construction s’étale de mars à octobre. L’horloge, réalisée par l’Howard Clock Company de Boston, est livrée en 1879, mais sa taille trop imposante requiert d’importants travaux pour l’incorporer, achevés en juillet 1881. Son carillon retentit encore toutes les heures de nos jours. L’empereur Meiji visite la ville et la tour en 1881.
La construction de la tour et d’autres bâtiments de styles occidentaux à Hokkaidō émane de la volonté de colonisation de l'île et sa modernisation par le gouvernement japonais. Selon Yaguchi, ces édifices visent tant à renforcer le prestige des élites qu'à impressionner les résidents locaux pour les inciter à accepter et soutenir la modernisation rapide du pays.
En 1906, la tour de l’horloge est entièrement déplacée environ 487 mètres au sud de l’emplacement original, et fait office temporairement de bureau de poste en 1907 puis de bibliothèque de 1911 à 1918,. Sans usage fixe après la Seconde Guerre mondiale, elle fait l’objet de restaurations en 1967 puis en 1976, et un musée y est installé officiellement la même année. D’importants travaux, notamment de rencorcement parasismique, sont entrepris entre 1995 et 1998.
La tour est classée bien culturel important en 1970, et inscrite au patrimoine de l’ingénierie mécanique en 2009.

## Architecture
Le bâtiment à un étage en forme de T est construit en bois selon la technique de construction à ossature croisée dite « balloon frame » (cadre-ballon), originaire des États-Unis, combinée selon Berque à une technique autochtone pour la structure portante. Le rez-de-chaussée se compose d’un hall d’entrée, de l’escalier et de quatre pièces initialement destinées à l’enseignement. L’étage se compose d’une petite armurerie et d’une large salle d’entraînement militaire dédiée aux exercices militaires pour les étudiants, idée inspirée des États-Unis. À l'extérieur, les murs sont couverts de planches horizontales en bois, et la façade principale est ornée d’un large pignon triangulaire.
La taille et l’architecture de l’édifice étaient à l’époque inédites et sans commun rapport avec le style traditionnel. Le contraste avec les constructions des Aïnous, les autochtones de l’île, est encore plus fort. Ce genre de tour d’horloge était également neuf au Japon et constitue donc un autre témoignage des premières influences occidentales.

## Musée
La tour de l’horloge abrite de nos jours un musée sur l’histoire du collège d’agriculture de Sapporo et le développement de la ville. La large salle du premier étage peut être louée par les particuliers, et accueille occasionnellement des concerts.

## Héritage et mythe
La charte des citoyens de la ville signée en 1963 commence par les mots suivants : « Nous, citoyens de Sapporo, où le carillon de la tour de l’horloge peut être entendu... »
Divers romans ou films citent ou mettent en scène la tour de l’horloge, symbole de Sapporo, par exemple chez les écrivains Takeo Arishima, Tama Morita ou Hakushū Kitahara.
Un mythe raconte que lors de la construction de la tour, les femmes japonaises décidèrent pour jouer leur rôle dans la colonisation de donner leur bagues pour la fonte du carillon, lui conférant son « doux son ». Toujours est-il que la tour figure dans la liste des 100 sons naturels du Japon en 1996.